# Joseph Guillemot

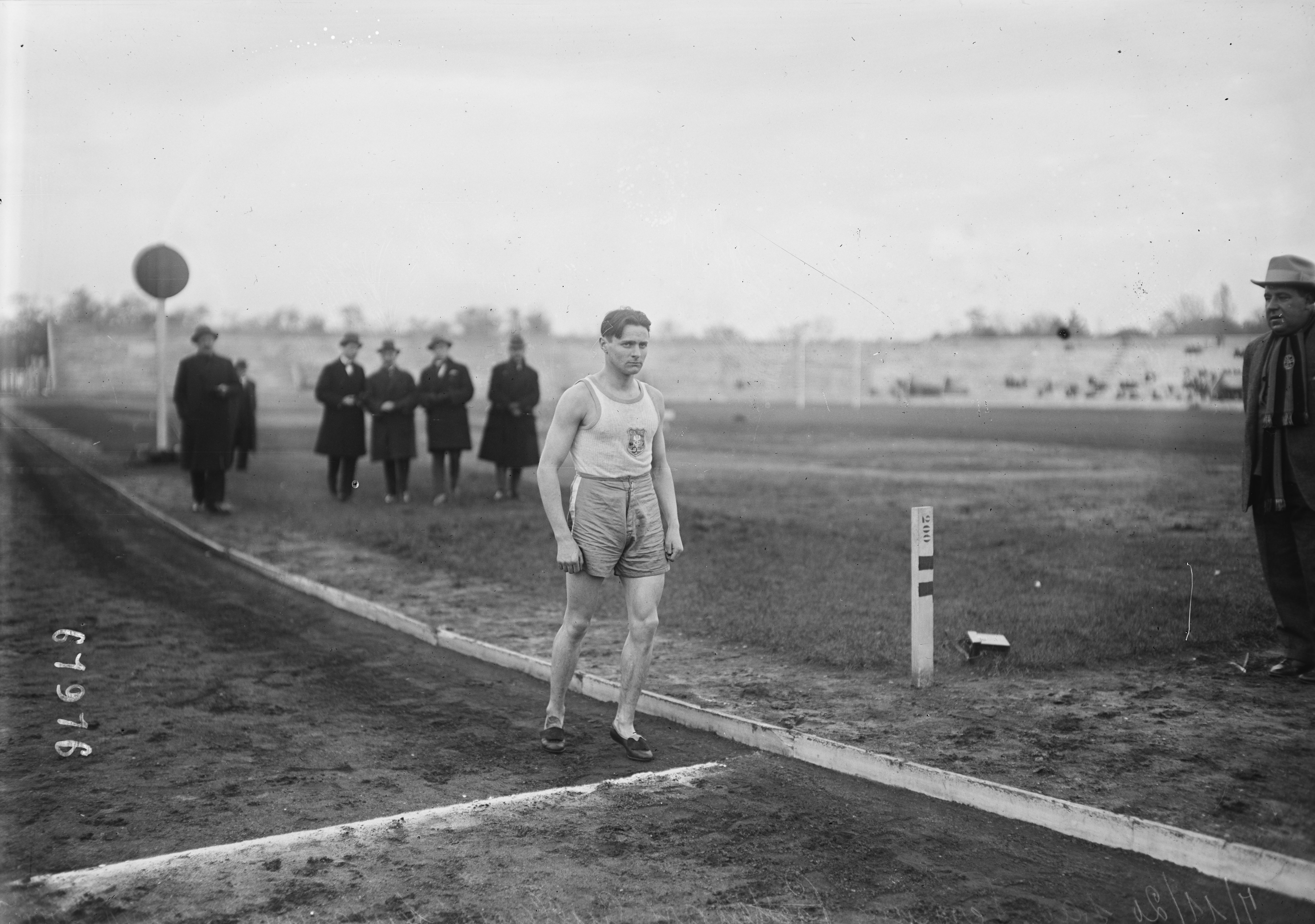
O atleta na tentativa de bater seu recorde

Joseph Guillemot (Le Dorat, 1 de outubro de 1899 - Paris, 9 de março de 1975) foi um fundista e campeão olímpico francês.
Pós-adolescente, Guillemot lutou na I Guerra Mundial, onde recebeu danos severos no pulmão, causados por gás mostarda. Seu coração, também, estranhamente, era localizado no lado direito do peito. Apesar disso, ele possuía grande capacidade aeróbica, e com seu 1,60 m e 54 kg, venceu todos os campeonatos de cross-country de seu regimento.
Em 1920, ele conquistou o título dos 5000 m do campeonato francês, o que o qualificou para disputar os Jogos Olímpicos de Antuérpia. Nos Jogos, o principal favorito desta prova e de todas as provas de fundo e meio-fundo era o lendário finlandês-voador Paavo Nurmi. Na prova, Nurmi usou a estratégia de começar a prova em ritmo forte, para cansar seu principais rivais suecos, Erick Backman e Runar Falk, sem se importar com Guillemot, então sem grande expressão internacional. No meio da corrida, Nurmi aumentou o ritmo e apenas Joseph o acompanhou. Na ultima volta, o finlandês começou a perder força e foi passado pelo francês por fora, os dois correndo lado a lado em direção à chegada. Sem mais força para uma arrancada final, Nurmi conseguiu apenas cruzar a faixa quatro segundos depois de Guillemot, que tornou-se campeão olímpico dos 5000 metros.
A mais longa prova de fundo em pista, os 10.000 m, seria disputada no dia seguinte, mas foi antecipada em três horas, excepcionalmente a pedido do Rei Alberto I da Bélgica, e Guillemot só foi informado da mudança depois de acabar de fazer um grande lanche. Com isso, disputando a prova com cãimbras no estômago e correndo com um sapato duas vezes o seu número - os seus haviam sido roubados - ele teve que se contentar com a medalha de prata, na prova vencida por Nuurmi..
Após os Jogos Olímpicos, em 1922 ele venceu o então Campeonato Internacional de Cross-Crountry, hoje Mundial, no individual, e levou a equipe francesa à vitória por equipes em 1922 e 1926. Guillemot venceu o campeonato francês nos 5000 m em três ocasiões posteriores, mas não disputou os Jogos de Paris em 1924, devido à discordâncias com a Federação Francesa de Atletismo. Em sua carreira, também conquistou dois recordes mundiais em distâncias não-olímpicas, nos 2000 e os 3000 metros.
Fumante de um maço de cigarros por dia, morreu com 75 anos, em Paris, em 1975.